# Alcaudete
Alcaudete ist eine südspanische Kleinstadt und eine aus dem Hauptort und mehreren Weilern bestehende Gemeinde (municipio) mit insgesamt 10.243 Einwohnern (Stand: 2024) im Zentrum der Provinz Jaén in der autonomen Region Andalusien. 

## Lage
Der Ort Alcaudete liegt gut 46 km (Fahrtstrecke) südwestlich der Provinzhauptstadt Jaén in einer Höhe von knapp 660 bis 680 m ü. d. M. Das Klima im Winter ist gemäßigt, im Sommer dagegen warm bis heiß; die geringen Niederschlagsmengen (ca. 575 mm/Jahr) fallen – mit Ausnahme der nahezu regenlosen Sommermonate – verteilt übers ganze Jahr.

## Bevölkerungsentwicklung
| Jahr      | 1857  | 1900  | 1950   | 2000   | 2020   |
| Einwohner | 7.569 | 9.883 | 19.678 | 11.154 | 10.519 |

Die deutliche Bevölkerungsrückgang in der zweiten Hälfte des 20. Jahrhunderts ist im Wesentlichen auf die nahezu ausschließliche Anpflanzung von Olivenbäumen, die damit einhergehende Mechanisierung und den daraus resultierenden Verlust von Arbeitsplätzen zurückzuführen.

## Wirtschaft
Alcaudete liegt inmitten der endlosen Olivenbaumplantagen der Provinz Jaén. Früher wurden auch Getreide, Weinreben etc. zur Selbstversorgung angepflanzt; Gemüse stammte aus den Hausgärten. Im Ort selbst haben sich Kleinhändler, Handwerker und Dienstleistungsbetriebe aller Art angesiedelt. Daneben gibt es mehrere Ferienhäuser (casas rurales).

## Geschichte
Auf dem Gemeindegebiet wurden prähistorische Kleinfunde gemacht; vom 3. bis zum 1. Jahrhundert v. Chr. gab es mehrere iberische Siedlungen. Die Römer erbauten mehrere Landgüter (villae rusticae) und hinterließen einen frühchristlichen Sarkophag, dessen Bruchstücke heute im Archäologischen Museum in Madrid zu sehen sind. Zu Beginn des 8. Jahrhunderts wurde die Gegend von den Mauren überrannt, die den Ort bzw. seine später erbaute Festung Hisn al-Qabdaq oder Hisn al-Qibdaq (= „Festung der Quellen“) nannten. Nach dem Ende des Kalifats von Córdoba (1031) wurde die Stadt zu Füßen der Burg mit einer Mauer umgeben; sie war Bestandteil des Taifa-Königreichs Jaén. Ende des 12. Jahrhunderts fiel Alcaudete an das Almohadenreich, welches sich nach der Niederlage in der Schlacht bei Las Navas de Tolosa (1212) zunehmenden Angriffen seiner muslimischen (Ibn Hud, Muhammad I. ibn Nasr) und christlichen Nachbarn ausgesetzt sah. Etwa gleichzeitig mit Jaén (1246) wurde Arjona von den Christen unter Ferdinand III. von Kastilien zurückerobert (reconquista) und dem neugeschaffenen Königreich Jaén eingegliedert, das allerdings eng mit der Krone von Kastilien verbunden war und politisch nicht in Erscheinung trat. Verwaltet wurde die Stadt vom Calatrava-Ritterorden. Alcaudete war lange Zeit Grenzstadt zum Emirat von Granada, das im Jahr 1408 eine großangelegte Belagerung und einen letztlich erfolglosen Eroberungsversuch unternahm. Mit dem Alhambra-Edikt (1492) der Katholischen Könige begann die Vertreibung der Juden; in den Jahren um 1610 wurden die letzten Muslime (Morisken) ebenfalls ausgewiesen. Seine Blütezeit erlebte der Ort im 16. und 17. Jahrhundert.

## Sehenswürdigkeiten

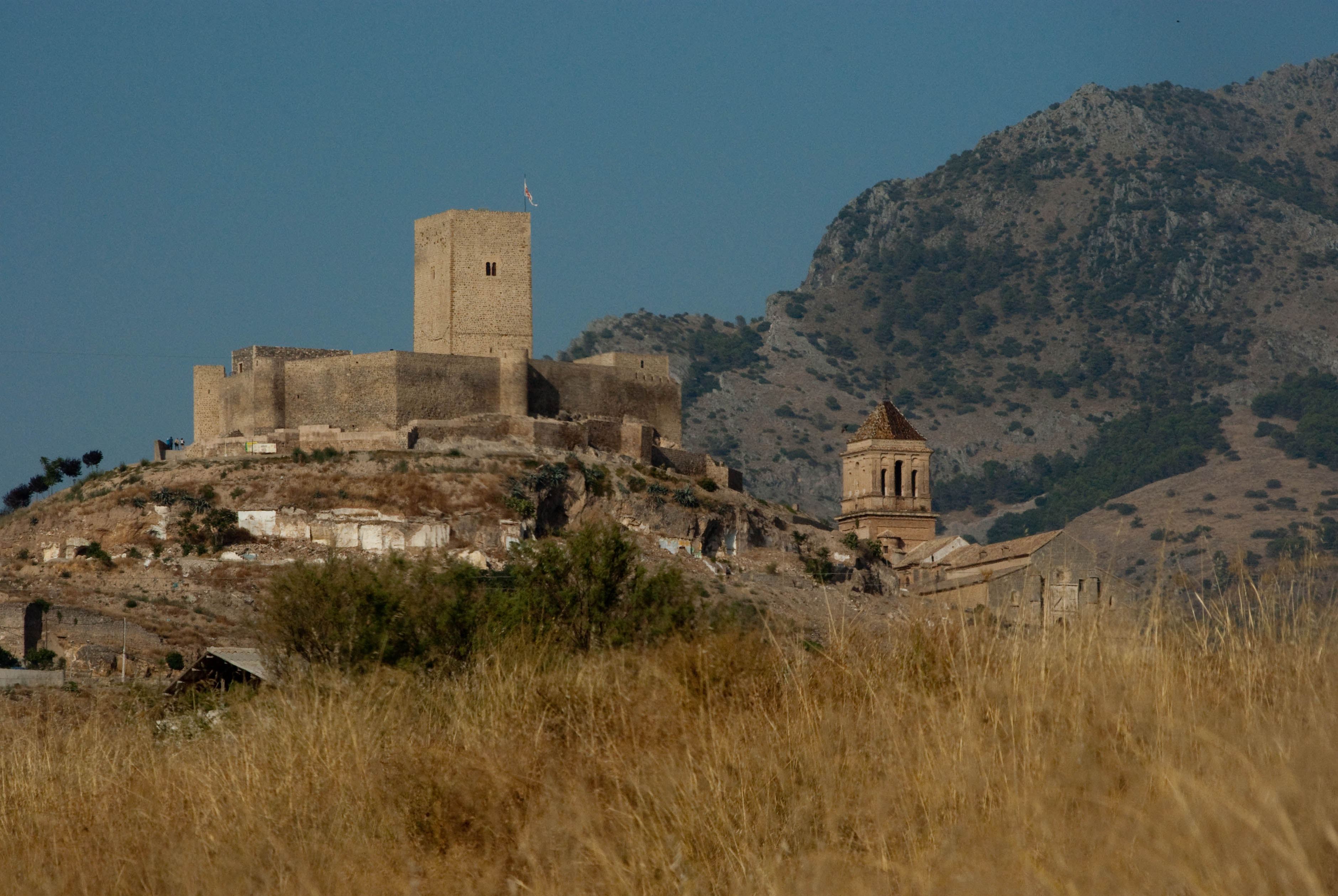
Burg (castillo) und Turm der Kirche Santa María

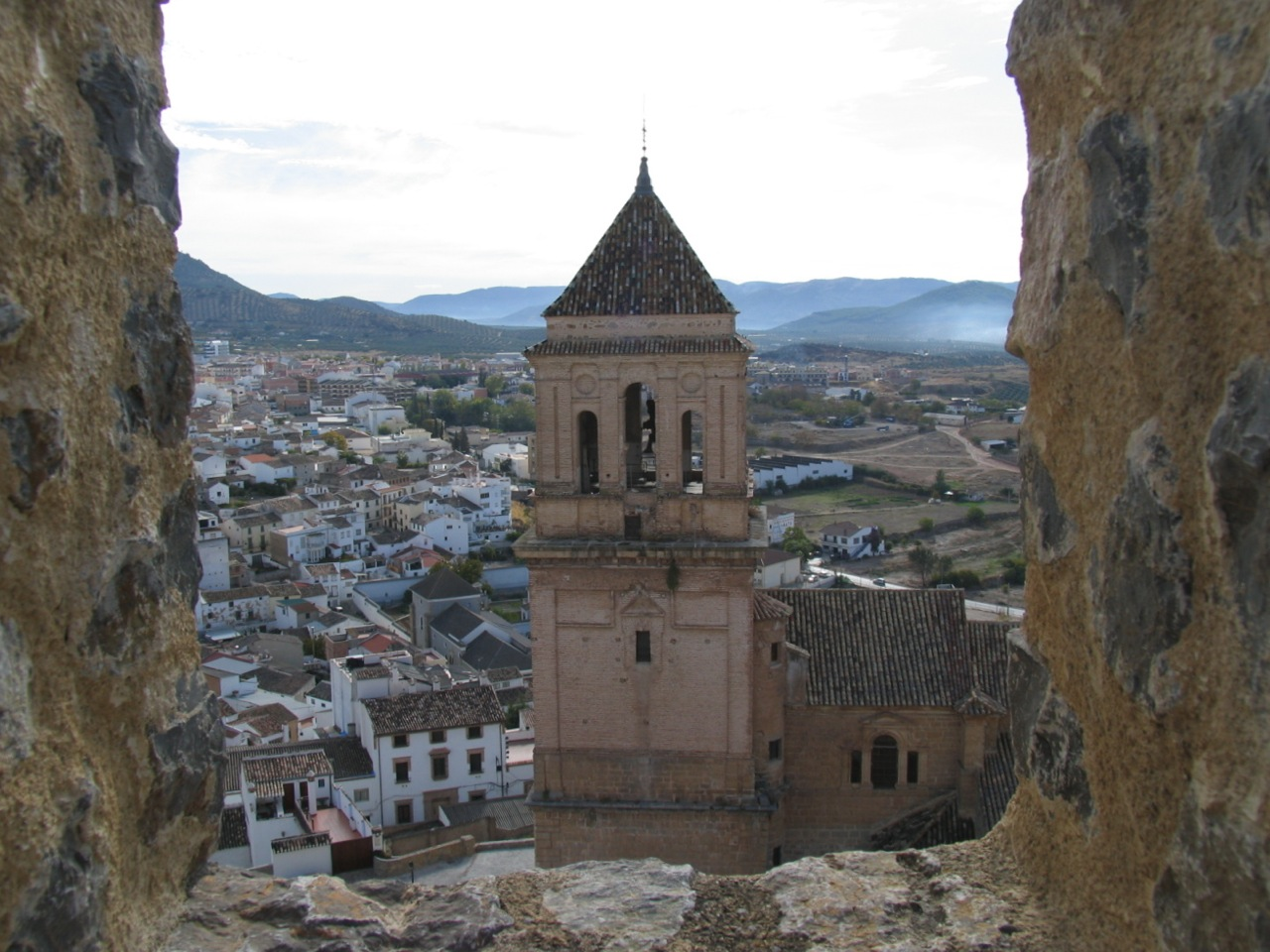
Kirche Santa María

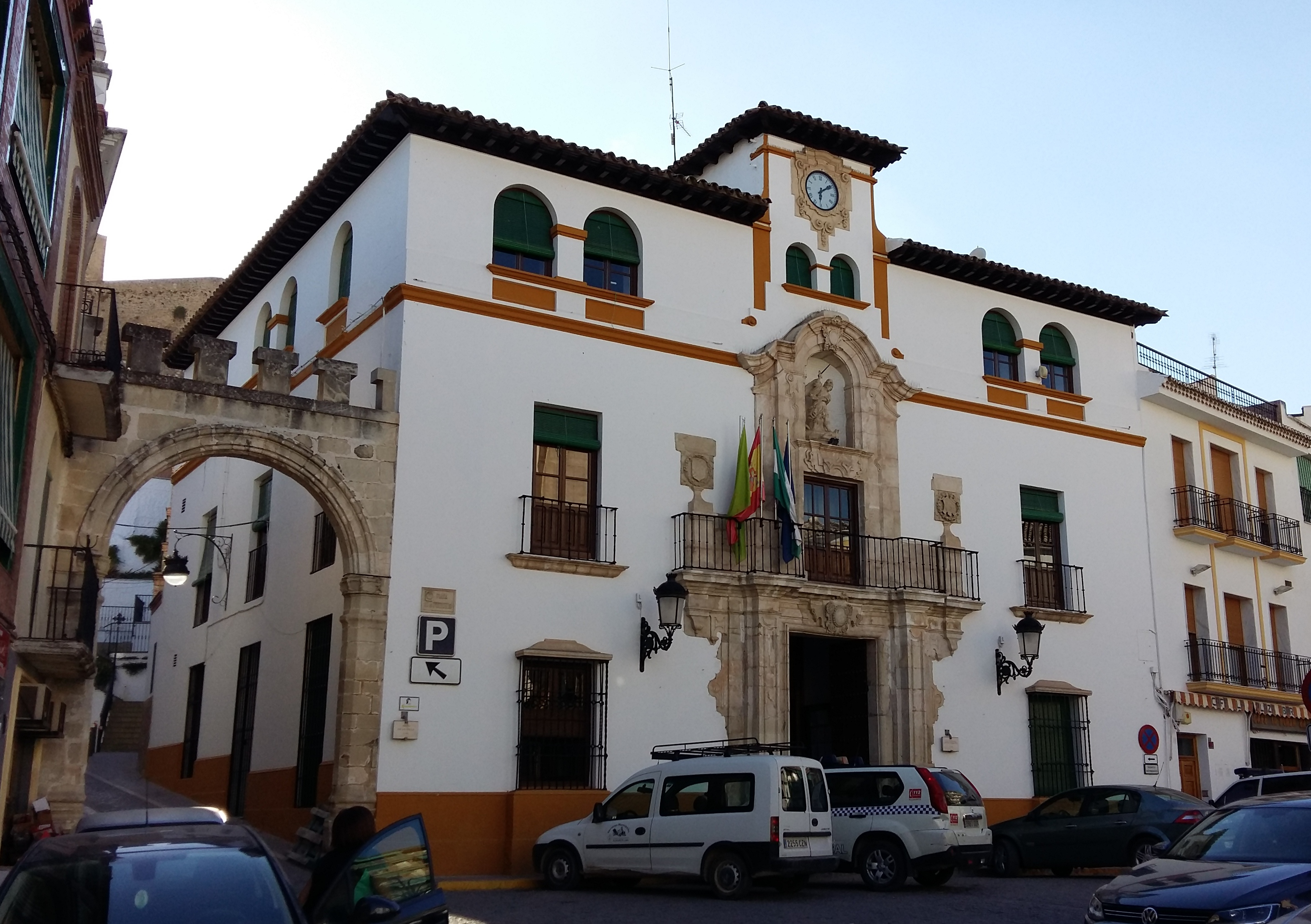
Rathaus (Casa Consistorial)

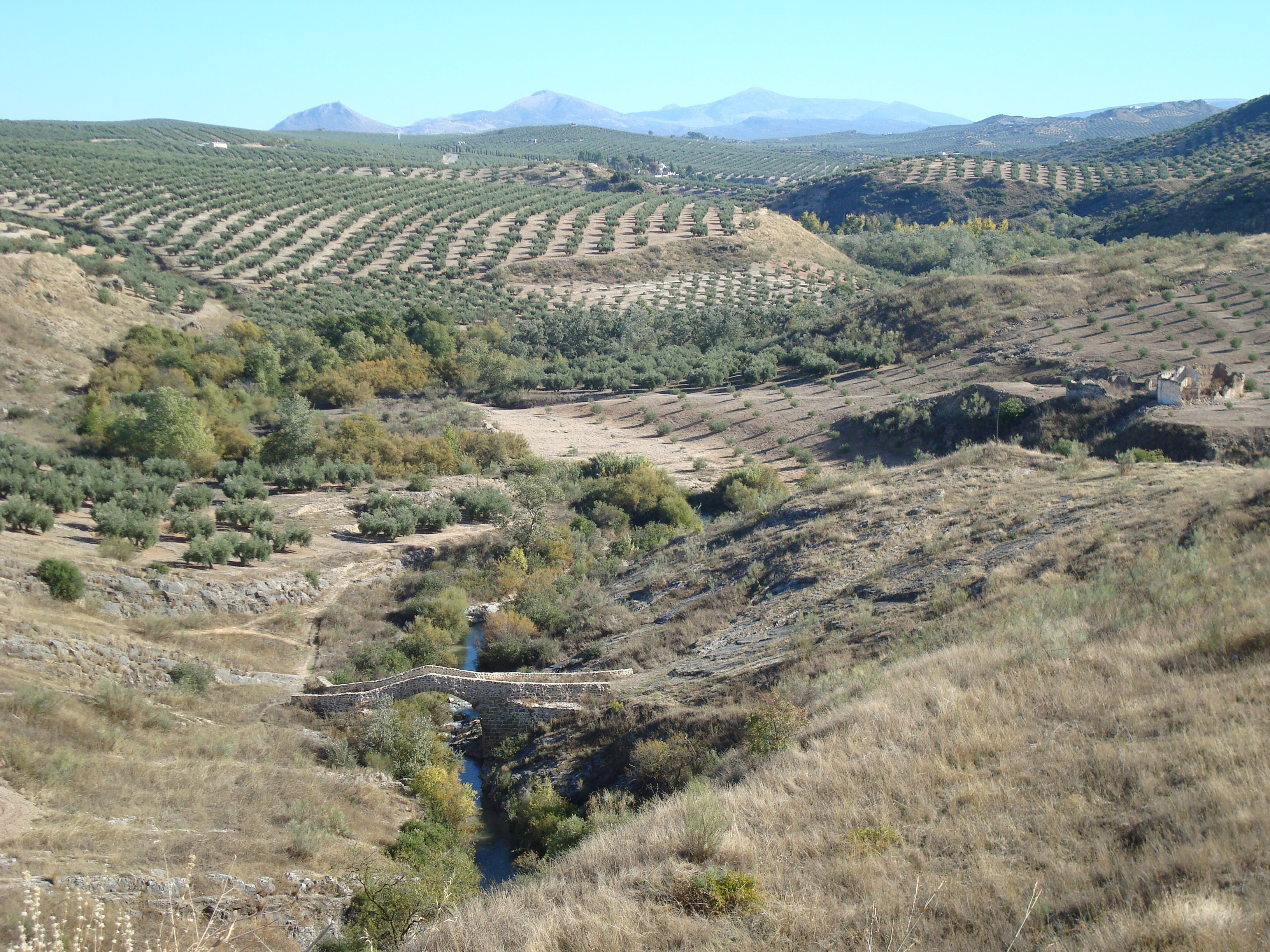
Mittelalterliche Steinbrücke

- Von der bereits in islamischer Zeit existierenden Festung (hisn) sind nur noch geringe Spuren erhalten. Nach der Rückeroberung (reconquista) bauten die Ritter des Calatrava-Ordens die Anlage für ihre Zwecke um. Zu sehen sind der Bergfried (torre del homenaje), der Speise- und Versammlungssaal (sala capitular), ein Wachgebäude (cuerpo de guardia), die Pferdeställe (caballerizas) und zwei Zisternen (aljibes).[9][10]
- Auf etwa halber Höhe des Hügels umgab einst eine Mauer den maurischen Siedlungskern zu Füßen der Burg.[11]
- Die Stadt war umgeben von zahlreichen Wachtürmen (atalayas). Ob sie maurischen oder christlichen Ursprungs sind, ist ungeklärt.[12]
- Die dreischiffige Iglesia de Santa María la Mayor stammt aus dem 16. Jahrhundert. Bemerkenswert sind der – später hinzugefügte – mehrgeschossige Glockenturm und die beiden Portale; vor allem das dem Isabellinischen Stil verpflichtete Südportal zeigt eine große Dekorfreude und zahlreiche Einzelmotive. Das Mittelschiff wird von einem Stuckgewölbe bedeckt; die beiden Seitenschiffe verfügen lediglich über offene Pultdächer. Die Apsis ist von einer leicht gewölbten Kassettendecke überspannt.[13]
- Die Iglesia de San Pedro entstand ebenfalls um die Mitte des 16. Jahrhunderts, doch verzichtet sie sowohl auf einen Turm als auch auf prachtvolle Portale. Auch im dreischiffigen aber insgesamt gleich hohen Innern (Hallenkirche) fehlen Schmuckelemente.[14]
- Der Convento e Iglesia de Santa Clara gehörte dem Klarissenorden; sie entstand im 16./17. Jahrhundert. Das Eingangsportal mit seinen beiden seitlichen Salomonischen Säulen ist eine Zutat des 18. Jahrhunderts im Stil des Churriguerismus.[15]
- Die Kirche der Karmelitinnen (Iglesia de la Encarnación o del Carmen) entstand im 16./17. Jahrhundert. Die einschiffige Kirche wird von stabilisierenden Seitenkapellen begleitet. Ihr Stil ist ein geradliniger Barock.[16]
- Das im 18. Jahrhundert erbaute Antiguo hospital de la Misericordia ist eher schmucklos gestaltet.[17]
- Das Rathaus (Casa Consistorial) entstand im 18. Jahrhundert.[18]
- Mehrere Adelspaläste (Casas palaciegas) mit ihren Wappenschilden etc. zieren die Straßen der Stadt.[19]
- Die Fuente de la Villa diente sowohl der Wasserversorgung der Menschen als auch als Viehtränke (abrevadero).[20]

Umgebung
- Etwa 2 km nördlich des Ortes überquert eine einbogige mittelalterliche Steinbrücke den Río Víboras.[21]